# Anne de Vries
Anne de Vries (22 de maio de 1904 – 29 de novembro de 1964) foi um escritor e professor holandês. Ele se tornou famoso em seu país de origem por seus romances.
a
De Vries nasceu em Assen. Casou-se com Alida Gerdina van Wermeskerken; juntos, tiveram cinco filhos. Em 1972, De Vries ganhou reconhecimento nacional quando seu romance infantil Bartje foi adaptado a uma série televisiva por Willy van Hemert. Bartje tornou-se então o símbolo da província holandesa de Drente. De Vries morreu aos 60 anos de idade em Zeist.
De Vries escreveu romances regionais, sendo os mais famosos Bartje e sua sequência Bartje procura a felicidade. Ele também escreveu Uma Jornada pela Noite, um livro infantil sobre a Segunda Guerra Mundial publicado em quatro volumes (o primeiro em 1951 e o último em 1958.) Os livros de Bartje podem ser considerados Bildungsromans.